# 中央合同庁舎第5号館
中央合同庁舎第5号館（ちゅうおうごうどうちょうしゃだいごごうかん、英語: Central Gov't Bldg. No.5）は、東京都千代田区霞が関一丁目にある日本の中央省庁の合同庁舎。本館には厚生労働省、環境省、別館には人事院が入居している。

## 概要

### 本館
霞が関中央官庁地区で初めての超高層庁舎である。都道301号を挟んで日比谷公園に面する。
旧海軍省の建物等を利用していた厚生省（当時）の狭隘解消と、大手町にあった労働省（当時）と麻布台にあった国土庁（当時）の霞が関（中央官衙地区）への集約、さらに暫定的に中央合同庁舎第4号館に仮入居していた環境庁を集約することを目的として1973年（昭和48年）に計画され予算化されたが、オイルショックによる建設費急騰のために予算が他の庁舎の建設に回され、いったん建設が中止された。その後、1978年（昭和53年）に再開され、1983年（昭和58年）に竣工した。労働省及び国土庁の第5号館への入居によって中央官庁の霞が関への集積が概ね完了した。
国土庁は防災行政を所管し、災害時には国土庁に内閣総理大臣を本部長とする「災害対策本部」が設置されることとなっていたため、第5号館には高度な耐震性が求められた。また、厚生省が入居することから身障者対策モデル庁舎、環境庁が入居することから省エネモデル庁舎として設計された。
また、皇居を見下ろさないように、軒部の高さは100m以内に抑えられているものの、第5号館は官公庁初の超高層庁舎となった。
内部の構造は天井は低く、複数の省庁が入っていることから、広さのわりに職員数は多く、一人あたりのスペースは広くない。

### 別館
東京家庭裁判所庁舎として1966年（昭和41年）に竣工した。現在は人事院が入居している。

## 入居機関
- 本館
  - 厚生労働省（1-2階、4-21階及び3階・22階の一部）
  - 環境省（23-26階、22階の一部）
  - 店舗など（1階、26階及び地下に所在）
    - タリーズコーヒー（1階）
    - セブンイレブン（地下1階）
    - 職員食堂（フードコート形式、地下1階）
    - うどん・そば店（地下1階）
    - 中華料理店（26階)
    - 書店（地下1階）
    - 文房具店（地下1階）
    - パン売店（地下1階）
    - 職員専用休憩室
- 別館
  - 人事院
- 低層棟
  - 講堂

## 建物概要
- 本館
  - 階数：地上26階、地下3階
  - 建物高さ：最高部 - 111m
  - 建築面積：6,178m2
  - 延床面積：101,301m2
  - 構造：SRC造
  - 竣工：1983年9月

- 別館
  - 階数：地上8階、地下2階
  - 建築面積：2,095m2
  - 延床面積：16,352m2
  - 構造：SRC造
  - 竣工：1966年